# 津輕氏
津輕氏是一個日本武家氏族，主要根據地是陸奧國（今青森縣北部）一帶。原姓是清和源氏，但卻改為藤原氏，其後改姓大浦。津輕氏原本是南部氏的家臣，後來因為兵變，統治津輕，改姓津輕，在安土桃山時代獲豐臣秀吉承認為大名。在江戶時代為弘前藩主，當中14代藩主義孝女兒華子嫁進皇室。

## 歷代當主

### 弘前藩當主
1. 津輕為信（大浦為信）
2. 津輕信枚
3. 津輕信義
4. 津輕信政
5. 津輕信壽
6. 津輕信著
7. 津輕信寧
8. 津輕信明
9. 津輕寧親
10. 津輕信順
11. 津輕信承
12. 津輕承昭

#### 明治維新後
1. 津輕承昭
2. 津輕英麿
3. 津輕義孝
4. 津輕晉

### 黑石藩當主
1. 津輕信英
2. 津輕信敏
3. 津輕政兕
4. 津輕壽世
5. 津輕著高
6. 津輕寧親
7. 津輕典曉
8. 津輕親足
9. 津輕順德（順承）
10. 津輕承保
11. 津輕承叙

## 關連項目
- 卍